# Néon du pauvre
Tanichthys albonubes
Espèce
Statut de conservation UICN

 DD  : Données insuffisantes
Le Vairon de Chine, Cardinal ou Néon du pauvre (Tanichthys albonubes) est une espèce de poissons de la famille des Cyprinidae.
Il est originaire des montagnes du Nuage Blanc situées au sud de la Chine, dans la région de Canton (Guangzhou)
Son appellation de néon du pauvre vient de sa ressemblance avec le néon bleu (ou Tétra Néon), ajoutée à des conditions de maintenance faciles.

## Description
Il mesure généralement entre 4 et 6 cm, les mâles restant légèrement plus petits. Il porte le nom de Néon du pauvre, car lorsqu'il est jeune, la barre qu'il a horizontalement est luminescente, comme le Néon. Le mâle est svelte et moins long que la femelle, la femelle, est souvent légèrement plus longue et est plus grosse du ventre que les mâles. Il existe sur le marché des Néon du pauvre dits "Gold", presque albinos, dont le corps tire plus sur le blanc que le brun normal.

## Comportement et maintenance
Nage partout dans l'aquarium, tant sous la surface qu'en niveau central que près du fond. Il préfère un aquarium bien planté (avec une façade d'au moins 80 cm), avec une bonne filtration et aime vivre en groupe, le maintenir donc en banc d'au moins 6 individus, mais il est préférable d'en mettre 20 et plus dans un gros aquarium. C'est un poisson très sociable, avec toutes les autres espèces de poissons étant assez gros pour ne pas servir de nourriture.
Il n'est pas agressif, mais reste robuste ; son espérance de vie est de deux à trois ans.
Il aime les eaux fraîches de 20-22°C , il lui faut un pH de 6 à 7,5.

### Nourriture
Les cardinaux sont omnivores : ils mangent à peu près de tout, tant des paillettes que de la nourriture vivante, congelée ou lyophilisée mais quelques distributions de nauplies d'artémias avivent leurs couleurs. Ils apprécient la variété. On peut leur donner sans problème des granules, ils les mangent avec facilité.

## Reproduction
C'est un poisson ovipare, l'un des plus faciles à reproduire. Pour stimuler la ponte, augmenter la température de 20,5 à 22 °C, après avoir isolé un couple dans un petit bac couvert de mousse de Java. Enlever alors les parents, puis attendre la nage libre pour les nourrir.

## Référence
- Lin, 1932 : New cyprinid fishes from White Cloud Mountain, Canton. Lingnan Science Journal, Canton 11-3 pp 379-383.